# Wohn- und Wirtschaftsgebäude Reithenweg 6
Das Wohn- und Wirtschaftsgebäude Reithenweg 6 in der niedersächsischen Stadt Rotenburg (Wümme), Ortsteil Unterstedt, wurde in der Mitte des 19. Jahrhunderts gebaut und im 20. Jahrhundert versetzt. Aktuell (2025) wird es zum Wohnen genutzt.
Das Gebäude steht unter Denkmalschutz (siehe auch Liste der Baudenkmale in Rotenburg (Wümme)).

## Geschichte und Beschreibung
Rotenburg entstand um 1195. Es gehört zum heutigen Landkreis Rotenburg (Wümme). Unterstedt liegt 4 km südwestlich vom Kernort Rotenburg.
Das eingeschossige giebelständige Wohn- und Wirtschaftsgebäude als Zweiständer-Hallenhaus, auf hohem gemauerten Sockel und Felsfundamenten, in Fachwerk und Unterrähmzimmerung, mit Steinausfachungen, ziegelgedecktem Krüppelwalmdach, Niedersachsengiebel mit Uhlenloch, Pferdeköpfen und der Grooten Door mit Korbbogen, wurde 1856 für Jürgen Friedrich Kruse und Anna Dorothe Kruse (Inschrift) in Neetze, Lüneburger Landstr. 2 (Landkreis Lüneburg) gebaut. 1986 wurde es nach Unterstedt versetzt und hier wieder aufgebaut.
Das Landesdenkmalamt befand u. a.: „… Aus gebäudetypischen Gründen kommt dem Bauwerk eine geschichtliche Bedeutung zu ….“